# Little Fauss and Big Halsy
Little Fauss and Big Halsy è un album discografico colonna sonora del film Lo spavaldo del 1970. 

## Descrizione
Pubblicato dalla Columbia Records nel 1971, il disco contiene principalmente canzoni del musicista country Johnny Cash (ed è considerato il suo 37º album). Il disco include brani composti da Cash, Carl Perkins e Bob Dylan, oltre a varie altre canzoni eseguite da Perkins, ma non riuscì ad entrare in classifica.
La canzone Ballad of Little Fauss and Big Halsey, scritta da Carl Perkins per il film, ricevette una nomination ai Golden Globe.

## Tracce
1. Rollin' Free – 2:24 (Johnny Cash)
2. Ballad of Little Fauss and Big Halsy – 1:48 (Carl Perkins)
3. Ballad of Little Fauss and Big Halsy (Instrumental version) – 2:29 (Carl Perkins)
4. 706 Union – 2:18 (Carl Perkins)
5. Little Man – 2:53 (Johnny Cash)
6. Little Man (Instrumental version) – 2:41 (Johnny Cash)
7. Wanted Man – 2:54 (Bob Dylan)
8. Rollin' Free (Instrumental version) – 2:38 (Johnny Cash)
9. True Love Is Greater Than Friendship – 2:36 (Carl Perkins)
10. Movin' – 3:04 (Carl Perkins)

Durata totale: 25:45

## Formazione
- Johnny Cash - voce, chitarra
- Carl Perkins - chitarra
- Bob Wootton - chitarra
- Marshall Grant - basso
- W.S. Holland - batteria
- The Carter Family - cori